# 3635 Kreutz
3635 Kreutz (1981 WO1) là một tiểu hành tinh bay qua Sao Hỏa được phát hiện ngày 21 tháng 11 năm 1981 bởi L. Kohoutek ở Đài thiên văn Calar Alto.